# وینو کیرستینه
وینو کیرستینه (انگلیسی: Väinö Kirstinä؛ ۲۹ ژانویهٔ ۱۹۳۶ – ۲۳ سپتامبر ۲۰۰۷) مؤلف (پدیدآور)، نویسنده، شاعر، و مترجم اهل فنلاند بود.
وی همچنین برندهٔ جوایزی همچون جایزه اینو لینو شده‌است.